# Tao (filosofie)
Dao (Chinees: 道; pinyin: dào) of Tao, uitgesproken als "douw", is een metafysisch concept dat wordt gebruikt in het taoïsme, confucianisme en meer algemeen in de klassieke Chinese filosofie. Het vormt een wezenlijk onderdeel van de oosterse filosofie en mystiek.

## Beschrijving

De acht trigrammen, een symbool dat vaak gebruikt wordt om de Tao en haar beoefening te symboliseren.

Het begrip Dao/Tao staat centraal in het daoïsme. De Dao is 'onbenoembaar'. In de eerste regels van de Daodejing wordt dit al gesteld: "De eeuwige Tao kan niet in woorden worden uitgedrukt" (vert. Schipper) Toch geven de meeste vertalers van/auteurs over de Daodejing en Lao Zi een vertaling van Dao. De meest gebruikte, te simpele 'vertaling' of omschrijving voor Dao in de westerse literatuur is 'Weg'. Deze vertaling schiet als het om het daoïstische begrip gaat ernstig te kort; bij het Confucianisme, waar de Dao ook gebruikt wordt past de 'weg' beter. In de Qing Jing Jing versie van Eva Wong, Cultivating Stillness, staat een commentaar van de 19e-eeuwse Daoïst Shui-ch'ing Tzu (Shujing Zi). Deze beschrijft het begrip Dao in de onderdelen en het totaal van het Chinese karakter, waarbij de onderdelen ook elk hun betekenis hebben.
De Dao is per definitie onbeschrijfbaar, onbenoembaar – hooguit kan er uit beschrijvingen een opsomming gemaakt worden van een aantal eigenschappen:
- het eerste beginsel, bron, oorzaak of oorsprong van al het bestaande
- de oorzaak van de 'omloop van Zon en Maan', van de cirkelgang van het Zelf door vele levens
- voeding of moeder van Hemel en Aarde, van de 10.000 vormen/verschijnselen
- groot, groots, alomvattend
- overvloedig, eindeloos
- ontsluit in zich Leegte en Vorm, Yang en Yin, beweging en rust
- onbenoembaar, onbeschrijfbaar
- zonder begeerte of streven

## Taoïstische interpretatie
Als filosofisch begrip is het de alomvattende, uit zichzelf bestaande, oneindige, tijdloze kosmische eenheid. De bron van alles én de bestemming van alles zonder begin en zonder einde. Het wordt hierbij gebruikt om de fundamentele of de werkelijke natuur van de wereld te benadrukken. Tao vormt in tegenstelling tot de westerse ontologie een actieve en holistische weergave van de wereld, in plaats van een statische die is opgebouwd uit atomen.
Men kan tao alleen bij benadering leren begrijpen. In de tekst van de Daodejing wordt geschreven: "De essentie van tao is dat het niet uitgedrukt kan worden. Als men denkt het wel te kunnen uitdrukken, dan is het niet tao." Tao is immers vormloos en niet gebonden aan een vorm.
Tao voedt alles. Het creëert de gewenste ordelijke patronen in de chaos. De wens naar ordelijke patronen zal nooit vervuld worden. Men kan alleen maar op het pad blijven van de zoektocht. In de taoïstische leer is tao de kwaliteit van die zoektocht.
Een goede samenvatting van wat er in de Daodejing vermeld staat over de Dao is te vinden in de eerste vier verzen van het reeds genoemde geschrift de Qing Jing Jing: Lao Zi's Geschrift over Zuivere Leegte en Innerlijke Rust:
1.	De DaDao heeft als eerste beginsel en bron van het al geen vorm. 
	Het is de oorsprong en voeding van Hemel en Aarde. 
	Hoewel het geen drijfveren heeft, geen begeerte kent
	is het de oorzaak van de omloop van Zon en Maan
	(van de cirkelgang van het Zelf).
2.     De DaDao kan niet benoemd worden, 
	het is de oorsprong en voeding van al het bestaande. 
	Het is niet benoembaar,
	om het een naam te geven stel ik Dao voor.
3.	De Dao als eerste beginsel omsluit
	Leegte en Vorm, beweging en rust. 		
	De Hemel is Leegte, de Aarde is Vorm
	De Hemel is beweging, de Aarde is rust
	Yang is Leegte, Yin is Vorm.       		
4.	Het is als bron van ontstaan tot vergaan
	de oorsprong van alle bestaan		
	Leegte de bron van Vorm
	beweging de bron van rust
Met het verstand kan Tao alleen bij benadering 'begrepen' worden.
Om de 'Dao te verwerven' is diepe meditatie nodig. In de daodejing en de Zhuangzi staan vele verwijzingen naar meditatie.
In de Zhuangzi vraagt Confucius als leerling van Lao Zi hem naar de "allerhoogste Dao":
Confucius bezocht de 'Oude langoor' (Lao Zi als Lao Dan) en vroeg hem:
Zou ik U mogen vragen naar de allerhoogste Dao?'
Lao Zi:
Beoefen het vasten van het 'Hart' (het denken/voelen) om je Geest te reinigen, je essentie, het Zelf, te zuiveren en je te ontdoen van alle kennis. De Dao is diep, mysterieus, slechts moeizaam in woorden uit te drukken.

## Westerse interpretatie
Victor Mair omschrijft Dao als volgt:
“Als religieus en filosofische begrip is Tao de alles doordringende, uit zichzelf bestaande, eeuwige kosmische eenheid, de bron waaruit alle geschapen dingen voortkomen en waartoe ze weer terugkeren.
Deze beschrijving zou ook van toepassing kunnen zijn op Brahman, het kernbegrip van de Indiase filosofie en religie”. (De Dao is, in tegenstelling tot Brahman, géén god.) Volgens Mair hangt het begrip Dao samen met de Proto-Indo-Europese wortel drog of dorg (doorlopen) en het Indo-Europese dhorg (weg, beweging). In verdere afgeleiden daarvan noemt hij ‘pad door een vallei’ en ‘vallei’ wat interessant is omdat dit een samenhang tussen ‘Dao’ en ‘vallei’ aangeeft – vallei komt vaak voor in de Daodejing.

## Taalkundig aspect
Het karakter Dao: 道
naar de opbouw van het Chinese karakter voor Dao zoals weergegeven kunnen er nog drie eigenschappen aan het begrip worden toegevoegd:
- eenheid (Zen: niet-twee), vanuit de horizontale streep bovenaan
- de in drie vakken verdeelde rechthoek met een schuin streepje naar boven betekent als zelfstandig karakter Zon en Maan, maar ook 'Ik’, als het ware Zelf
- het teken links is het karakter voor lopen, voor onderweg zijn op een pad; hierop is de meestal gebruikte en te simpele vertaling van Dao als 'Weg' op gebaseerd.

Het gehele karakter betekent volgens Shujing Zi:
eerste, eerste principe, oudste, het meest vooraanstaand en/of het meest voorrang hebbend. Je zou ook kunnen zeggen de oorsprong of bron van het al.